# バトルフィールド1
『バトルフィールド 1』（Battlefield 1, 略称：BF1）はエレクトロニック・アーツより2016年10月21日に発売されたコンピュータゲームソフト。対応プラットフォームはMicrosoft Windows、PlayStation 4、Xbox One。
『バトルフィールド』シリーズの作品で、時代としては最古となるシリーズ初の第一次世界大戦を題材にしたファーストパーソン・シューティングゲーム（FPS）。
『バトルフィールド』シリーズとしては第12作目となるが、題材となった第一次世界大戦が「総力戦」で、これが『バトルフィールド』シリーズの原点でもあることから「1」とナンバリングされた。正式タイトル発表前は『バトルフィールド5（仮）』と呼ばれていた。2017年度末にプレイヤー数は1900万人を超え、同時期のバトルフィールド4より50%増加した。

## 概要
2016年10月21日にPC版、コンシューマ版が世界同時発売された。EAのニュースレターを登録することで参加できるバトルフィールド・インサイダー登録者は10月18日からシングルプレイは2ステージ、マルチプレイは10時間限定という縛りの下、先行プレイが可能であった。
これまでのシリーズとは一線を画して、史実の時代考証に基づいた設定がなされており、馬、バギー、戦車、航空機、装甲列車、戦艦、駆逐艦、飛行船など様々な乗り物（ビークル）に乗ることができるようになっている。
発売週はPlayStation 4版が約11万本を販売し『ファミ通』、メディアクリエイトの売り上げランキングで1位を獲得した。
『BF3』からあったゲーム外でマルチプレイの装備を変更したり、ステータスの進捗状況を確認することができたアプリ「バトルログ」のサービスが終了し、2016年10月18日に新たに「バトルフィールド・コンパニオン」がスタートした。BF1だけでなくBF4にも対応している。
この作品は歴代バトルフィールドシリーズで正式に4K解像度に対応した最初の作品であり、のちに発売されたV・2042の低評価の影響を受けて2024年現在もマイナーなアップデートが行われているため、タイトルロゴの許諾表示の年代表記が2024年になっている。ゲーム本編の一部のバージョンアップはゲーム内部で自己完結する方式が採用されている。

## シングルプレイ
1人プレイ用のキャンペーンモードでは従来の作品にあった1人の主人公が世界中を転戦するものではなく、それぞれ主人公が異なる複数のエピソードで構成されたオムニバス形式となる。「大戦の書（War Story）」と呼ばれる6つの異なる戦線と主人公によるエピソードで構成されており、いずれも史実に基づいた作戦や情勢を背景に物語が進行し、アラビアのロレンスといった著名な人物も登場する。

### キャンペーン
鋼鉄の嵐（Storm of Steel）
大戦末期の西部戦線のどこか、アフリカ系アメリカ人で構成されたアメリカ外征軍第369歩兵連隊・通称ハーレム・ヘルファイター連隊はドイツ帝国軍の激烈な攻勢により苦戦を強いられていた。キャンペーン序盤のチュートリアル的ステージであり、操作中の兵士が死亡した際にはその兵士の姓名と没年（1918年）が表示され、別の兵士の視点へ移りゲームが進行していく、という斬新な進行方法がとられている。
血と泥濘の先に（Through Mud and Blood）
1918年秋、フランスのカンブレーに進攻すべくイギリス軍の戦車部隊がドイツ軍の防衛線に攻勢を仕掛けた。新米戦車兵のダニー・エドワーズは上官タウンゼントの指揮の下、マークⅤ戦車・愛称ブラック・ベスを操縦し、歩兵を支援しながら防衛線を突破するが、ぬかるみにはまってしまい行動不能になったところでドイツ軍に包囲される。
高き場所の友（Friends of High Places）
イギリス陸軍航空隊の航空パイロットであるクライド・ブラックバーンは、ブリストル F.2戦闘機を賭けた賭博でイカサマを行い、戦闘機と相手の身分を手に入れて空の戦いに参戦。名前を偽って相棒のウィルソンとともに練習飛行を行なっていると、突如ドイツ軍の航空部隊による奇襲を受ける。
サヴォイアに栄光あれ!（Avanti Savoia!）
1918年、イタリア王国とオーストリア＝ハンガリー帝国は未回収のイタリアを巡ってアルプス山脈で睨み合いを続けていた。イタリア軍の精鋭部隊・アルディーティに所属するルカ・ヴィンチェンツォ・コッキオラは、鋼鉄の鎧を身にまといオーストリア軍と戦いながら、別の大隊にいる弟マッテオの行く末を追っていた。「サヴォイア」とはイタリア王家を指す。
ランナー（The Runner）
1915年春、連合軍によるガリポリ半島上陸作戦に向け、ダーダネルス海峡の沿岸では着々と準備が進められていた。オーストラリア・ニュージーランド軍団の英雄的伝令兵フレデリック・ビショップは、オスマン帝国軍の要塞に艦砲射撃を行うための伝令任務を与えられていた。
記されぬ言葉（Nothing Is Written）
オスマン帝国支配下のメソポタミアでは、アラブ民族がその圧政に抵抗していた。家族を奪われたベドウィンの女性戦士ザラ・グフランは、アラビアのロレンスと謳われたイギリス軍の将校トーマス・エドワード・ロレンスの協力を経て、オスマン軍の装甲列車破壊工作を開始する。

### 登場人物
血と泥濘の先に
ダニー・エドワーズ（Danny Edwards）
イギリス陸軍の新人戦車兵であり、「血と泥濘の先に」の主人公。軍に入隊する前は、イギリス本国で自動車の運転手をしていた。カンブレーへの攻勢に先駆けて、リベクール近郊でマークⅤ戦車ブラック・ベスを操縦し、初陣を飾る。
マクマナス（McMannus）
ブラック・ベスの砲手。戦争の影響か性格はかなり荒々しい。信仰に厚いのか、よく神に祈っている。
タウンゼント（Townsend）
エドワーズ達の上官でブラック・ベスの戦車長。群がるドイツ兵を自分達のいるブラック・ベスごと砲撃するよう砲兵隊に指示を出すなど度々無茶な命令を出す。
フィンチ（Finch）
ブラック・ベスの機関士。ブラック・ベスを女性のように可愛がっており、汚い言葉を使うエドワーズをたしなめていた。
プリチャード（Prichard）
ブラック・ベスのおそらく機銃手。ドイツ兵襲撃の際、砲撃要請のため鳩を飛ばそうとするが…。
高き場所の友
クライド・ブラックバーン（Clyde Blackburn）
イギリス陸軍航空隊に所属するアメリカ人パイロットであり、「高き場所の友」の主人公。キャンペーン序盤にて、イギリスの名家であるウィンザー家の末裔ラックハムとの賭けでイカサマをし、ブリストルF.2戦闘機と彼の身分を手に入れた。身分を偽りながら、相棒のウィルソンとともに航空戦闘に繰り出す。
ウィルソン（Wilson）
ブラックバーンの相棒でブリストルF.2戦闘機の機銃手。ブラックバーンは名前と身分を偽っていたが、かなり早い段階で彼の正体に気付いていた模様。
サヴォイアに栄光あれ!
ルカ・ヴィンチェンツォ・コッキオラ（Luca Vincenzo Cocchiola）
イタリア軍の精鋭部隊・アルディーティに所属する21歳の兵士であり、「サヴォイアに栄光あれ!」の主人公。双子の弟マッテオとともに大戦末期のヴェネチアン・アルプスでの戦いに参加した。イタリア突撃歩兵に支給されたファリーナ・アーマーに重機関銃という重装備でオーストリア軍に立ち向かう一方、別の部隊にいる弟の身を案じている。キャンペーンは大戦終結後に老齢となったルカが回想して娘ベッカに語りかける形で進行する。
マッテオ（Matteo）
イタリア軍の兵士でルカの双子の弟。ルカとは別の要塞攻略を担う大隊に所属している。
ランナー
フレデリック・ビショップ（Frederick Bishop）
オーストラリア・ニュージーランド軍団に所属する壮年の伝令兵であり、「ランナー」の主人公。その功績は英雄的とも言え、本国オーストラリアでは大々的に報道された。1915年のガリポリ上陸に備え、オスマン帝国の陣地を砲撃するための伝令任務を担っている。勝手に付いてきたフォスターを叱責する一方、銃の扱い方を教えるなど面倒見の良い面もある。
ジャック・フォスター（Jack Foster）
ビショップに憧れるがあまり、年齢詐称して軍に入隊した若き新兵。オーストラリア出身。当初は銃の構え方すら知らなかったが、ビショップの教育で一人前の兵士に成長する。
記されぬ言葉
ザラ・グフラン（Zara Ghufran）
メソポタミア地方に住むベドウィンの女性であり、「記されぬ言葉」の主人公。オスマン帝国軍に家族を虐殺されており、アラブを取り戻すため戦いに身を投じる。顔に独特の入れ墨を入れている。アラブの民に「ジャワナール（鉄の竜）」と呼ばれ恐れられていた装甲列車を破壊すべく、単身でゲリラ戦を展開する。
アラビアのロレンス（Lawrence of Arabia）
本名はトーマス・エドワード・ロレンス。ザラ達ベドウィンによるオスマン帝国への反抗を支援するイギリス軍将校。
ティリキシ（Tilkici）
スキンヘッドが特徴的なオスマン帝国軍将校。ザラ達によって捕えられるが強気な態度を崩さなかった。

## マルチプレイ
2016年8月31日から9月8日までの間、全機種版を対象にサーバーの負荷テストを兼ねた無料のオープンベータ版が配信された。一つのステージのみプレイ可能で使用できる武器に制限があったが、最終的に全世界でEA史上最大規模の1320万人のプレイヤーが参加した。

### 前作からの変更点と新システム
- ウォーボンドの導入
ウォーボンド（戦時国債）は今作で新たに導入された通貨であり、プレイヤーのランクアップ時に一定額が付与され、これを用いて兵器やガジェットのアンロックができる。階級が高くなるにつれて獲得額は大きくなる。
- ガジェットアンロックシステム
従来のシリーズでは、兵科や武器ごとにあらかじめアンロックされる順番が決まっており、一定のXPを獲得することで自動的に開放されていたが、今作ではどのガジェットをアンロックするか任意で決めることができる。過去作では『BFBC』がこのシステムを採用していた。アンロックには前述のウォーボンドが必要となり、ガジェット、銃火器、ビークルの順に高価となっている。
- 武器カスタムシステムの廃止
『BF3』及び『BF4』でできた任意の武器カスタムシステムが廃止された。代替措置として、武器ごとに特定のアタッチメントが最初からカスタムされたものが用意されている。例として、サブマシンガンの「塹壕」仕様では、近距離戦闘を想定してアイアンサイトがついて腰だめでの精度が上昇しており、軽機関銃の「制圧」仕様では中倍率スコープと拡張マガジンが、スナイパーライフルの「狙撃」仕様では高倍率スコープとバイポットが、というように用途に応じてアタッチメントが付属する。カスタムは不可であるが、銃剣の有無や照準器の倍率、反動の向きなどは設定可能。
- エリート兵科システム
前作にあったバトルピックアップシステムが兵科に昇華されたもの。マップ内の特定位置に設置された装備を入手することでエリート兵科として外見が変化し、体力が増加する。武器も強化され、通常の兵科では入手不可能でなものである。
拡張パック「They Shall Not Pass」では新たに格闘戦に特化した「塹壕強襲兵」が、「Turning Tide」ではグレネードランチャーを持ち、砲撃要請と出撃ポイント設定が可能な「潜入兵」が追加された。
- ゲームモード「オペレーション」の追加
今作で追加された新たなゲームモード。複数のマップにまたがってプレイできるシリーズ史上最大規模のモードであり、ゲームのルールはコンクエストとラッシュが統合されたような内容で、攻撃側と防衛側に分かれて陣地を奪い合うというもの。マップは複数のセクターに分断されており、攻撃側がセクター内のすべての拠点を占領すると次のセクターへ侵攻し、防衛側は後退して新たな拠点を守る必要がある。防衛側が攻撃側のチケットを0にして防衛に成功すると、一旦ラウンドが終了するものの、再び攻撃側の第二波攻撃、第三波攻撃が実行される。これを守り切れば、防衛側の勝利となる。第一次世界大戦の戦線ごとに分けられたマップで史実通りに戦いが進行する。例えば、中東戦線を舞台にした「帝国の石油」では、イギリス軍とオスマン軍の初戦であるアル＝ファオ上陸戦を模した「FAO FORTRES」でゲームが始まり、史実通りイギリス軍側のチームが勝利すると次はスエズ運河西岸の「SUEZ」に進軍する。ここでも同様に勝利すると最終局面であるエジプトの「Sinai Desert」で決戦となる。劣勢のチームには巨大兵器が出現し、有利に戦闘を進めることができる。ゲームの開始前には各陣営で当時の情勢とともにブリーフィングムービーが流れる。
2018年6月28日のアップデートにて、通常のオペレーションよりも短時間でゲームが進行する「ショック・オペレーション」が追加された。オペレーションでは廃止された最大40人対戦で、プレイするマップは1つのみであり、攻撃側の大隊数も2個となっている。それまでオペレーションでは扱われていなかったマップも採用されている。
- ゲームモード「ウォー・ピジョン」の追加
『BF4』にあった「オブリタレーション」に似た内容のモード。ランダムに配置される通信用の伝書鳩を確保・リリースするのが目的である。伝書鳩はプレイヤーに確保することによってタイマーが作動し、一定時間経過するとリリースが可能となる。リリースすると鳩が味方の砲撃陣地に座標を送り、敵チームのプレイヤーに砲撃を加える。この砲撃は非常に精度が高く、屋内等にいない限り、ほぼ確実に死亡する。鳩を持っている敵チームのプレイヤーをキルすると鳩がその場に落ち、他のプレイヤーが確保できる。鳩を確保していたときのタイマー経過時間はプレイヤーが変わっても持続するため、リリース直前で敵チームに奪われてリリースされる、ということもしばしばありうる。また、敵がリリースした鳩は飛び去るまでの短時間に撃墜することが可能。
- 巨大兵器の追加
通常のビークルに加え、第一次世界大戦ならではの兵器が登場する。飛行船、装甲列車、戦艦ドレッドノートの3種類があり、マップごとにそれぞれ1種類出現する。コンクエストまたはオペレーション限定で、常に劣勢側のチームに出現する。強力な火砲に加え、堅固な防御力を持っており、劣勢のチームが一気に逆転できる可能性を持つ。いずれも複数人が使用可能な銃座や砲座及び操縦席が搭載されており、座席によって兵装が異なる。ターレットを破壊されると破壊された箇所の銃座は一定時間使用不可能となるが、時間経過で再度使用可能となる。うち飛行船のみ、破壊されるとその場で炎上しながら地上へ落下し、落下地点にいるプレイヤーが巻き込まれて死亡する場合もある。
2017年3月14日に配信された拡張パック「They Shall Not Pass」にて、超重戦車としてシャール 2Cが追加された。移動速度は低いものの、マップ内を自在に移動できるほか、強力な火砲と機銃を複数搭載している。
- 銃剣突撃
今作で新たに追加された攻撃モーション。銃剣が装着された武器を装備中にコマンドを入力すると、一定時間突撃を行うことができる。これは武器の弾薬が無くとも実行できるほか突撃中は移動速度が通常ダッシュ時よりも速くなる。絶叫とともに一直線に前進し、敵プレイヤーに接触すると、高耐久力のエリート兵科でさえそのまま一撃でキルすることが可能である。デメリットとして、突撃時は方向転換が困難なことと、途中停止が不可であること、突撃後は息切れを起こして一定時間ダッシュが不可能になることが挙げられる。
- ガス攻撃
今作では、第一次大戦という時代を考慮して有毒ガス攻撃が可能。ガスグレネードやワイヤートラップなどで使用でき、発生したガスに触れると視界が歪み、咳き込むとともに体力が削られる。味方プレイヤーにダメージはないが、視界は影響を受ける。ガス攻撃の対抗手段として、一部のエリート兵科を除くすべての兵科にガスマスクが標準装備されており、装着することで体力減少や視界悪化を解消できる。ただし、装着することで視界が若干狭まるほか、武器のADSができなくなり、腰だめ射撃しかできなくなる弊害がある。
- バトルパック
前作から導入された課金によって装備を入手できるバトルパックは今作でも採用されているが、入手できるものが武器の塗装を変更するスキン及び限定格闘武器のみとなった。バトルパック開封時に所持アイテムに追加するか、スクラップしてポイントに還元するか選択できる。入手したポイントは新たなバトルパック入手に使用可能。「バトルパック」、「エンハンストバトルパック」、「シューペリアバトルパック」の3種があり[9]、「エンハンストバトルパック」はロイヤル以上、「シューペリアバトルパック」はレジェンダリーのスキンが入手できる。
- コーデックス
シングルプレイ及びマルチプレイにてそれぞれの特定条件を満たすと閲覧可能となるアーカイブ集。第一次世界大戦にまつわる当時の情勢や戦闘の概要、兵器などに関する解説がなされており、その数は数百種類にも上る。

### 勢力
第一次世界大戦に参戦した実在の国家が登場する。
連合国
- 大英帝国（British Empire）
  - イギリス海外派遣軍（British Expeditionary Force）
  - オーストラリア・ニュージーランド軍団（ANZAC）
  - イギリス海兵隊（Royal Marines）
- アメリカ合衆国（United States of America）
  - アメリカ外征軍（American Expeditionary Forces）
- イタリア王国（Kingdom of Italy）
  - イタリア王国軍（Royal Italian Army）
- フランス共和国（Republic of France）
  - フランス共和国軍（French Army）
- ロシア帝国（Russian Empire）
  - ロシア帝国陸軍（Imperial Russian Army）
  - ロシア白軍（White Army）
  - 労農赤軍（Red Army）

中央同盟国
- ドイツ帝国（German Empire）
  - ドイツ帝国陸軍（Imperial German Army）
- オーストリア＝ハンガリー帝国（Austro-Hungarian Empire）
  - オーストリア＝ハンガリー帝国軍（Austro-Hungarian Army）
- オスマン帝国（Ottoman Empire）
  - オスマン帝国軍（Ottoman Army）

### 兵科
兵科ごとに異なる武器、ガジェットを駆使するというシステムの基本的な部分は前作までと同様であるが、今作では兵科の構成が変更され、時代が1910年代であることも踏まえて使用できる武器の種類が前作と大きく変更されている。工兵が廃止され、新たに看護兵、騎兵、戦車兵及びパイロットが追加された。前作まで車両などの破壊能力及び修理能力を持っていた工兵の役割は突撃兵と援護兵に組み込まれた。今作では兵科共通の武器はハンドガン及び手榴弾、格闘武器に限定されている。
突撃兵（Assault）
主な武装は、サブマシンガンまたはショットガン。前作までは医療キットなどを所持できたが、今作ではダイナマイトや対戦車地雷などの対車両装備となっている。中でも対戦車ロケットガンは本作において遠距離から車両を破壊できる数少ない兵器であるが、所持弾数は数発と限られている。
看護兵（Medic）
本作で新たに追加された兵科。主武装は自動式小銃。味方や自分の体力を回復させることのできる医療キットやアドレナリンを注射して死亡した仲間を復活させる医療注射器を所持できる。また、ライフルに装着できるライフルグレネードをアンロックにて使用可能。
イギリス軍の看護兵のみ、外見が英印軍の植民地兵である。
援護兵（Support）
主武装は軽機関銃。機関銃の制圧射撃によって弾幕を張るという主な役割は前作と変わっていないが、ガジェットにリペアツール(レンチ)が含まれており、前作における工兵の役割も担う。その他、弾薬箱や迫撃砲、手榴弾を投擲できるクロスボウランチャー、対装甲車両用のリムペット爆弾を所持可能。
各国の援護兵はいずれも特殊なヘルメットもしくは眼球保護のゴーグルを着用している。
偵察兵（Scout）
主な武装はボルトアクションライフル。遠距離から敵を狙撃することのできる兵科である。発射することで周囲を照らし、敵の位置をマップに表示させることのできるフレアガンや装甲を貫くことのできるK弾(徹甲弾)の他、地面に設置可能な各種ワイヤートラップ爆弾が使用できる。また、遮蔽物に隠れながら敵をスポットできる塹壕用望遠鏡や味方の頭部を模した狙撃デコイなど、第一次世界大戦ならではのガジェットも登場する。
オスマン帝国軍ではヘルメットではなくターバンを巻いた外見となっている。
イギリス軍、アメリカ軍、ドイツ軍では外見が黒人の植民地兵で、追加DLC「Turning Tides」のイギリス軍ではANZACのマオリとなっている。
ロシア軍ではシリーズ初の女性兵士である婦人決死隊となっている。
騎兵（Cavalry）
今作で追加された兵科の一つ。軍馬に乗って敵の前線を攻撃する。機動力が非常に高く、一撃で敵を倒せるキャバリーソード(サーベル)や走りながらばらまける軽量対戦車手榴弾の他に弾薬ポーチと包帯ポーチを所持でき、オールラウンダーとも言える能力を持つ。騎兵でリスポーンした場合、勢力によるが他の兵科とは異なる将官風の外見となる。
拡張パック「In The Name of the Tsar」では、槍を所持したユサールが追加された。
戦車兵・パイロット（Tanker/Pilot）
戦車及び航空機を操る兵科。各ビークルでリスポーンした場合に自動的にこの兵科となる。ビークルを降りた際の主武装はハンドガンまたは短銃身ショットガン、フレアガンやリペアツール、対戦車グレネードを持つ。
エリート兵科（Elite Kit）
マップ内に配置される強力な兵装の兵科。現在5種類がリリースされている。通常の兵士よりも耐久力が高く、銃撃による正攻法もしくは銃剣突撃、背後からの格闘攻撃などにより倒すことが可能。
警戒兵（Sentry）
重機関銃（MG 08/15）もしくは2連短機関銃（Villar Perosa）を装備した兵科。いずれも防弾性の鎧で全身を防護しており、銃撃はおろか、ヘッドショットによる一撃キルさえも通用しないほどの高耐久力を持つが、ガスマスクを装用できないためガス攻撃及び火炎ダメージには弱い。また、重装備のため移動速度が遅い。
火炎放射器兵（Frame Trooper）
火炎放射器（WEX）を所持する特殊な兵科。近・中距離における火炎放射を主な攻撃手段とし、炎を浴びたプレイヤーは炎自体のダメージと合わせて熱傷による継続ダメージを負うため、ほぼ一瞬で体力を消費させる高威力を持つ。耐火コートを着用しているため、焼夷グレネードや野火などによる火炎ダメージは受けないほか、防護マスクを標準装備しているためガス攻撃も無効となっている。警戒兵同様に移動速度が遅く、防護面の影響で視界が制限されている。
対戦車兵（Tank Hunter）
対戦車ライフル（Tankgewehr M1918）とソードオフショットガンを装備した兵科。ガスマスクにフード付き外套を着用している。対戦車ライフルによる中～遠距離からの対車両攻撃を得意とし、被弾箇所によっては数発で戦車が破壊されることもあるほか、対人攻撃にいたっては被弾箇所ないし距離を問わず一撃でキルすることが可能だが、エリート兵科の中では最も耐久力が低い。さらに、対戦車ライフルはバイポッドを展開しないと射撃することができないため、使用時には伏せ態勢もしくは遮蔽物を利用する必要がある。
塹壕強襲兵（Trench Raider）
「They Shall Not Pass」収録のマップ内でのみ使用可能な兵科。柄の長いスパイク付き棍棒（レイダークラブ）とNo.3 Revolver、スモークグレネードを所持している。白兵戦を重視した兵科であり、レイダークラブによる格闘攻撃は対人ダメージが100%のため、接近されれば抵抗する間もなく一撃でキルされる。耐久力は警戒兵などと比べると劣るが、包帯ポーチを所持しているため自分で回復することができる。棍棒での攻撃時に特徴的な声を発する。
潜入兵（Infiltrator）
「Turning Tides」収録のマップ内に配置される隠密装備の兵科。Martini-Henryを改造したグレネードランチャーとソードオフショットガンを装備するほか、発射した位置に支援砲撃が実施されるフレアガン、本作では初となる味方のリスポーンポイントであるヘリオグラフをガジェットとして所持している。外見はフード付きの外套にバラクラバとヘッドセットを装備した姿。耐久力は対戦車兵と同程度でやや低い。

### 銃火器
今作では各兵科限定のハンドガンと各兵科共通のハンドガンの2種類が存在。なお、史実上では第一次世界大戦当時未完成だった武器や試作に留まり実戦配備されることのなかった武器も多く登場している。

### ゲームルール
ゲームモード
コンクエスト
『バトルフィールド』シリーズに共通して収録されているゲームモード。二つの陣営に分かれ、複数ある拠点を確保するのが目的。相手チームよりも多くの拠点を制圧していると味方チームのチケットが増加し、最終的にチケットが1000になったチームが勝利となる。チケットは敵をキルすることでも増加させることができる。最大64人（32対32）で対戦可能。
ラッシュ
攻撃側と防衛側に分かれ、マップ内に配置された二つのオブジェクトを巡って攻防を繰り広げる『バトルフィールド』伝統のモード。攻撃側は敵の攻撃を避けてオブジェクトを爆破することが目的で、防衛側は攻撃側の爆弾設置を阻止しなければならない。防衛側は攻撃側のチケットを0にすれば勝利、攻撃側はすべての目標を破壊することが勝利条件となる。今作では砲撃指示用の電信設備がオブジェクトとなっており、爆弾が設置されると警報のベルが鳴る。また、電信設備に爆薬が設置されていない状態だと、一定時間ごとに電信設備から砲撃座標が送信され、攻撃側チームに対して自動的に砲撃がなされる。
チームデスマッチ
少人数のチームに分かれ、専用に行動可能範囲が狭められたマップで戦闘するモード。敵をキルすることで自チームのチケットが増えていき、一定数に先に達したチームが勝利となる。
ドミネーション
『BF4』から導入されたゲームモード。縮小版コンクエストのような内容であり、狭いマップ内に複数存在する拠点を確保していくのが目的。コンクエストプレイ時に拠点を確保するよりも拠点確保にかかる時間が大幅に短縮されているため、チームデスマッチのように展開の速い試合になりやすい。
ウォー・ピジョン
前述の前作からの変更点と新システムを参照。
オペレーション
前述の前作からの変更点と新システム及び後述するオペレーションを参照。
フロントライン
拡張パック「They Shall Not Pass」に収録されたゲームモード。マップ上に左右対称に配置された複数の拠点の内、指定された一つの拠点を奪い合うというコンクエストに近い内容で、拠点を制圧すると敵チーム本拠地側の拠点が争奪目標に指定され、これを繰り返して最終的に敵の本拠地を強襲することが目的となる。本拠地付近の二つのコントロールポイントまで前線が押し上げられると、目標が本拠地内の電信設備の破壊ないし防衛へと変化し、攻撃側と防衛側に分かれて電信設備を巡ることになる。なお、攻撃側にはチケット数が設定され、チケットが0になると、一つ手前の拠点へと自動的に押し戻される。敵チームに確保された拠点を奪還することも可能であるため、一進一退の攻防が繰り広げられる。
2017年6月のアップデートにより、全プレイヤーを対象に「Argone Forest」、「Amiens」及び「Monte Grappa」にてフロントラインがプレイ可能となった。
サプライドロップ
拡張パック「In the Name of the Tsar」に収録されているゲームモード。一定時間ごとに航空機から投下される物資を奪い合うという内容。投下された物資はマップ内のランダムな位置に落下し、物資の周囲に指定されるエリア内に留まり続けることで確保となる。攻略の要領はコンクエストと類似するが、指定されるエリアはコンクエストのように広範囲ではなく、物資の周囲わずか数メートル程度であるため、多人数での確保は困難となる。物資を確保すると稀にエリート兵科のキットが出現する。また、投下された物資がどちらかの勢力による確保が完了していなくとも次々と物資はマップ内に最大3つまで投下され続ける。ゲーム終了時により多くの物資を確保し、一定量のチケットを満たしたチームが勝利となる。
コンクエストアサルト
拡張パック「Turning Tides」及び「Apocalypse」専用のゲームモード。過去作では「BF3」に収録されていたもので、特殊ルールのコンクエストである。攻撃チームと防衛チームがあり、防衛チームによってすべての拠点が占領された状態から開始され、攻撃チームはあらかじめ、防衛チームよりチケットがあらかじめ獲得されており、これらを確保し、橋頭堡を確保する必要がある。防衛側のチームは、通常のゲームモードで最初から設定されているような本拠地が存在せず、全拠点が攻撃側に制圧されると分隊からの再出撃以外ではリスポーンできなくなる。また、攻撃チームが全ての目標を確保すると攻撃チームのチケット数は一瞬で満杯になるので、全て占拠した瞬間、勝利となる。
エアアサルト
拡張パック「Apocalypse」に収録されている空戦専用のゲームモード。過去作における「エアーシュペリオリティー」と同じく、航空機同士の戦闘に特化したモードであり、ラウンド中は航空機からのみリスポーンすることができる。今作ではマップによってルールが異なっており、「RAZOR'S EDGE」では両チームとも戦闘機（単座式）のみが使用可能。「London Calling "Raiders"」ではすべての種類の航空機にて出撃でき、敵機を撃墜することにより機種ごとに定められたスコアが加点される。「London Calling "Scourge"」では、チームによって出撃できる機体に制限があり、1ラウンドが終了すると攻守交代する。
カスタムゲームモード
Fog of War
2016年11月16日のアップデートにより追加された新モード。前作にもあった、フレンドリーファイアーが有効でマップや残弾数の表示がない高難易度モード「ハードコア」をアレンジしたモードで、濃い霧によって視界が著しく悪化したマップでハンドガン、グレネード及び格闘武器のみで戦闘するチームデスマッチである。
Line of Sight
2016年12月1日のアップデートで追加された新ゲームモード。セミオートライフル、ボルトアクションライフルおよびハンドガンのみが使用可能なモードであり、事実上看護兵と偵察兵以外は使用できない。ラッシュをアレンジしたもので、偵察兵はダメージが2倍、看護兵はガジェットとして医療箱や注射器が使用可能となっている。
Eye To Eye
2016年12月13日に先行配信された拡張パック「Giant's Shadow」に収録されたモードである。ドミネーションをアレンジしたもので、使用可能な武器はショットガンのみ。さらに、ライフの自動回復がオフにされているほか、突撃兵以外の兵科が使用できないため看護兵の医療箱等による回復及び蘇生も不可能である。
Blind Delivery
2016年12月21日に配信された新ゲームモード。ウォーピジョンをアレンジしたもので、ミニマップがデフォルトで表示されず、さらに使用可能な武器はハンドガンと爆発物のみという高難易度モードである。
Armored Kill
2017年1月4日に配信されたモード。コンクエストをアレンジしたもので、偵察兵が使用不可能かつビークルのリスポーン時間が大幅に短縮されている。
Bleed Out
2017年1月18日にアップデートで追加された新カスタムモード。ラッシュをアレンジしたもので、体力の自動回復がオフになる代わりに倒されたプレイヤーが再出撃する時間が短縮されている。
オペレーション
ゲームのルールはコンクエストとラッシュが統合されたような内容で、攻撃側と防衛側に分かれて陣地を奪い合うというもの。マップは複数のセクターに分断されており、攻撃側がセクター内のすべての拠点を占領すると次のセクターへ侵攻し、防衛側は後退して新たな拠点を守る必要がある。防衛側が攻撃側のチケットを0にして防衛に成功すると、一旦ラウンドが終了するものの、再び攻撃側の第二波攻撃、第三波攻撃が実行される。これを守り切れば、防衛側の勝利となる。第一次世界大戦の戦線ごとに分けられたマップで史実通りに戦いが進行する。

- 皇帝の戦い（1918年3月～8月）

ドイツ帝国の皇帝の戦いを題材に、1918年春のフランス北部ペロンヌ管区のサン・カンタンからアミアンのラインでドイツ軍がイギリス軍と衝突する過程を描く。攻撃側はドイツ帝国、防衛側は大英帝国となる。
- St.QUENTIN SCAR
- AMIENS

- 地獄の制圧（1918年10月～11月）

アメリカ外征軍によるムーズ・アルゴンヌ攻勢をテーマとしたオペレーション。1918年秋のフランス北東部ヴァレンヌ＝アン＝アルゴンヌ西のシャトーとそれより北のアプルモン南に位置するアルゴンヌの森が戦場となる。攻撃側はアメリカ合衆国、防衛側はドイツ帝国。
- Ballroom Blitz
- Argonne Forest

- 鉄の壁（1918年10月～11月）

イタリア戦線でのイタリアとオーストリア=ハンガリーの攻防を描くオペレーション。1918年夏から終戦まで間に起きたヴィットリオ・ヴェネトの戦いでの高地戦及びアドリア海沿岸での陸戦が繰り広げられる。攻撃側はイタリア王国、防衛側はオーストリア=ハンガリー帝国となる。
- Monte Grappa
- Empire's Edge

- 帝国の石油（1914年10月～1916年9月）

大戦初期の中東戦線を題材としたオペレーション。1914年10月のペルシャ湾沿岸のファオ要塞攻略から始まり、1915年1月のスエズ運河沿岸、1916年9月のシナイ半島と戦闘が進む。攻撃側は大英帝国、防衛側はオスマン帝国。
- Fao Fortress
- Suez
- Sinai Desert

- 悪魔の鉄床（1916年2月～6月）

「They Shall Not Pass」限定オペレーション。1916年のヴェルダンの戦いをテーマとし、フランス軍とドイツ軍の戦いを描く。フランスのヴェルダンと近傍のヴォー要塞が舞台となる。攻撃側はドイツ帝国、防衛側はフランス共和国。
- Verdun Hights
- Fort de Voux

- マルヌを超えて（1918年7月～8月）

「They Shall Not Pass」限定オペレーション。第二次マルヌ会戦を題材に1918年夏のフランス中北部ピカルディ地域圏のソワソンからフォントノワ近郊でフランス軍とドイツ軍が交戦する内容。攻撃側はフランス共和国、防衛側はドイツ帝国。
- Soissons
- Rupture

- ブルシーロフ攻勢（1916年6月～9月）

「In The Name of Tsar」限定オペレーション。ブルシーロフ攻勢を題材としたもので、1916年のオーストリア領ガリツィアからカルパティア山脈にかけた東西のラインで攻勢を仕掛けて西進してきた帝政ロシア軍が抵抗するオーストリア軍と衝突する。攻撃側はロシア帝国、防衛側はオーストリア=ハンガリー帝国。
- Galicia
- Brusilov Keep

- 赤き津波（1919年12月）

「In The Name of the Tsar」限定オペレーション。第一次世界大戦から離れ、大戦後のロシア革命及びその後のロシア内戦を題材としたオペレーションである。1919年冬、ロシア南西部の都市ツァリーツィン一帯を舞台とし、市西部のヴォルガ川東岸から渡河してきたボルシェビキ赤軍がツァリーツィン市の奪還を狙い、これを守る白軍と攻防を展開する。攻撃側は赤軍、防衛側は白軍となる。
- Volga River
- Tsaritsyn

- ガリポリ（1915年4月～1916年1月）

「Turning Tides」限定オペレーション。1915年に連合軍が行ったオスマン帝国領のガリポリ半島への大規模上陸作戦であるガリポリの戦いを題材としている。オスマン帝国の首都イスタンブールを陥落させるべく、ANZACはダーダネルス海峡沿岸のガリポリ半島のヘレス岬へ上陸する。史実では、緒戦で連合軍の上陸と橋頭堡の確立を許してしまうもケマル・アタテュルク率いるオスマン帝国軍第5軍ガリポリ守備隊が最終的に連合軍の侵攻を阻止・撤退させている。攻撃側は大英帝国、防衛側はオスマン帝国。
- Cape Helles
- Achi Baba

### マップ
AMIENS（アミアン）
1918年夏の北フランスの都市アミアン東部でイギリス軍とドイツ帝国軍が衝突する。建物が所狭しと並んだ区域での市街戦が展開され、狭い路地や倒壊した建物、民家の屋内など近距離戦闘が主となる。マップの中央付近を鉄道が東西に横断しており、2本の橋が北部地区（イギリス側）と南部地区（ドイツ側）との間に架かっている。北東方向には背景としてアミアンのノートルダム大聖堂が見える。史実のアミアンの戦いが基となっている。なお、航空機は配置されない。オペレーション「皇帝の戦い」の最後のステージ。
ST. QUENTIN SCAR（サン・カンタンの傷跡）
サン・カンタンの戦いをモチーフに1918年春のフランス、サン・カンタンとその周辺地域でミヒャエル作戦を発動させたドイツ軍がこの地を守るイギリス軍を強襲する。マップの中央のトラヴシー村の周囲に田園地帯が広がっており、北東部は戦闘によって破壊された街並みと塹壕線が広がる。コンクエスト及びオペレーションでは、劣勢のチーム側に飛行船が出現する。
BALLROOM BLITZ（舞踏室急襲）
1918年11月、連合軍によるムーズ・アルゴンヌ攻勢によりアメリカ外征軍はムーズ川付近までドイツ軍を後退させていた。川のほとりにある広大なシャトー及び鉄道拠点を舞台に戦闘が繰り広げられる。東西に長いマップであり、シャトー内部での屋内戦と庭園や鉄道駅など屋外戦の両方が可能。オペレーション「地獄の制圧」では「ARGONNE FOREST」とつながっており、このステージでドイツ軍が敗北すると、アルゴンヌの森に後退する。
なお、シャトーのモデルは現存するシャンティイ城であり、史実のムーズ・アルゴンヌ攻勢でも戦場となった。
ARGONNE FOREST（アルゴンヌの森）
1918年9月、アメリカ軍はムーズ・アルゴンヌ攻勢の最中、フランス北東部アルゴンヌの森に進軍した。草木が生い茂り、入り組んだ森の中でアメリカ軍とドイツ軍の森林戦が展開する。マップは東西に広がっており、高低差が多く、かつ抜け道の多い地形であるため視界は悪い。塹壕や掩蔽壕、廃墟などの拠点が点在し、中央には線路と脱線した旅客列車がある。オペレーションでは「BALLROOM BLITZ」とつながっている。
FAO FORTRESS（ファオ要塞）
大戦初期の1914年、イギリスはペルシャ湾岸の石油施設がオスマン帝国に占領されることを恐れ、湾岸の確保に動いた。アル・ファウ半島にはオスマン帝国軍のファオ要塞があり、これを陥落させる必要があった。アル＝ファオ上陸戦に基づいたステージであり、砂州状のマップでイギリス軍とオスマン軍が衝突する。沿岸部には石造りのファオ要塞が鎮座し、眼下には集落や塹壕などが点在する。マップの北側が斜面となっているが、おおむね視界は開けている。
SUEZ（スエズ）
1915年初頭のエジプト・カンタラでスエズ運河を巡り、イギリス軍とオスマン帝国軍が攻防を繰り広げる。砂漠の中にあるカンタラの町を中心に、砲兵陣地や塹壕が存在する。運河沿いに線路が東西に走っており、コンクエストの終盤になると装甲列車が出現する。オペレーション「帝国の石油」の一部を成すマップである。
Sinai Desert（シナイ砂漠）
シナイ半島エル・ジファー東の砂漠地帯で大英帝国とオスマン帝国が衝突する。扇状の広がったマップの中央にビル・エル・マザールの町があり、東に古代の遺跡や渓谷、西に民家や巨大な岩場、そして南端に孤立した集落がある。ビル・エル・マザールの南側にはマップの東西へ弧を描くようにヒジャーズ鉄道の線路が敷設されている。オープンベータ版で唯一プレイできたマップである。
1916年9月16日に起きた大英帝国軍によるビル・エル・マザール強襲がモチーフとなっている。
Monte Grappa（モンテ・グラッパ）
大戦末期のアルプス山脈モンテ・グラッパドロミーティの谷間でイタリア軍とオーストリア軍が激しい攻防が展開する。ヴィットリオ・ヴェネトの戦いを基に、高低差のある地形で戦闘する。要塞砲が設置された掩蔽壕や坑道が存在。マップの北側が深い渓谷状になっており、南に行くにつれて車両の登攀が困難な急斜面になっている。
EMPIRE’S EDGE（帝国の端）
北イタリアのアドリア海沿岸を舞台に西進するイタリア軍の攻勢に対し、オーストリア軍が最後の抵抗をする。沿海部の平野のマップであり、ところどころ高所はあるものの大きく視界が開けている。至る所に古城や要塞が存在し、高い塔や砲兵陣地がある。マップ最東端にはオーストリア軍の星形要塞が存在。コンクエスト及びオペレーションでは海上に戦艦ドレッドノートが出現し、艦砲射撃を実施する。時折霧が発生し、視界不良となる。イタリア戦線のオペレーション「鉄の壁」最後のステージである。
イタリア戦線終盤の戦闘を基にしているが、実際にはアドリア海沿岸でイタリア軍とオーストリア軍は交戦していない。

### 追加マップ
Giant's Shadow
本作初の拡張パックにして無料配信の第一弾となったもの。
Giant's Shadow（巨人の影）
大戦末期、ヒンデンブルク線を突破した連合軍はドイツ軍の鉄道拠点を制圧するため、フランス北部セルへと進攻する。緩やかな傾斜は随所にみられるものの、比較的開けた地形のマップであり、中央にある墜落した飛行船の残骸が特徴的。東端に鉄道の操車場、西端に集落がある。マップ自体はキャンペーン「血と泥濘の先に」で使用されていたもので、マルチプレイ用にアレンジされている。
They Shall Not Pass
西部戦線におけるフランス軍とドイツ軍の戦いに主眼を置いた拡張パックである。第一次世界大戦において著名なヴェルダンの戦いなど、フランスを舞台としたマップが収録されている。
Verdun Heights（ヴェルダン高地）
1916年2月にフランスのヴェルダンにおいてドイツはフランスを追い落とすべく、猛烈な砲撃とともに集中攻撃を開始した。大規模な砲撃によりマップ内の森林は炎に包まれており、マップの東側、特にフランス軍側拠点の要塞周辺には砲撃によって発生した各所に野火が発生している。南北が丘上の高地になっており、谷間には小川沿いに集落が点在する。マップの中央に修道院の拠点が存在するため、ゲーム緒戦ではしばしば両チームの衝突地点となる。オペレーション「悪魔の鉄床」最初のマップ。
Fort de Vaux（ヴォー堡塁）
ヴェルダンの戦いの最中、ヴェルダン要塞群に位置するフランス軍の要塞、ヴォー堡塁をめぐり熾烈な争奪戦が展開される。本作では唯一の屋内戦メインのマップであり、複雑に張り巡らされた要塞内部での近距離戦闘がしばしば発生する。マップの東端から南を通って西端の地帯は要塞の外部になっており、塹壕が複数存在する。要塞の東側は砲撃によって穿たれた開口部があり、内部においても随所に崩落や火災箇所が存在する。また、イースターエッグ要素として、マップ北側の弾薬備蓄庫付近に特殊な音声が流れる「Isolement(隔離)」と書かれた扉があるほか、開口部付近の砲撃痕では「BF4」にも登場した「メガロドン」が特定の条件を満たすと出現する。
Soissons（ソワソン）
1918年7月、フランス共和国第10軍はドイツ軍に占領されたソワソンを奪還せんと大量の車両、航空機を投入した。「ST. QUENTIN SCAR」によく似た視界の開けた田園地帯が舞台となる。ソワソンの戦いが題材となっている。他のマップよりも配置されるビークル数が多くなっているほか、おおむね平野状の地形であるため、車両戦が起こりやすい。オペレーション「マルヌを超えて」における最初のマップとなる。
なお、マップでは南からクラヴァンソン、ショーダン、プロワジー、ペルナントの拠点があるが、これらはソワソン付近に当時実在した村落等の地名であり、距離や規模は大きく圧縮されているが位置関係は実際のものと同じになっている。
Rupture（決壊）
1918年夏のフランスフォントノワ近郊のエーヌ川にかかる橋を確保すべく、フランス軍はこの地に進駐するドイツ軍に攻勢を仕掛けた。第二次マルヌ会戦が題材となっている。マップ内の随所に咲くヒナゲシの花や大量に放棄され錆びついたサン・シャモン戦車の残骸が特徴的。東西に流れるエーヌ川を境にマップが南北に分断されている。マップの東端に列車砲が配置されており、操作はできないものの一定時間ごとに自動で砲撃し、ゲームに影響のないマップ外に着弾する演出がなされている。オペレーション「マルヌを超えて」の最後のステージであり、Soissonsでフランス側チームが勝利すると、Ruptureに進攻する。
Nivelle Nights（ニヴェルの夜）
1917年春、シェマン・ド・ダームの塹壕地帯でドイツ軍を強襲すべく、フランス軍は夜間の作戦行動に出る。本作初の夜間マップであり、塹壕内の照明や各陣地のサーチライト、砲撃によって発生した火災のみが視界の頼りとなる。「ST. QUENTIN SCAR」や「Ballroom Blitz」でも塹壕地帯は登場したが、本マップはその全面に塹壕が張り巡らされており、塹壕内での接近戦と塹壕間での遠距離戦闘が展開される。エリート兵科は「塹壕強襲兵」が配置されるが、巨大兵器は出現しない。マップタイトルの「ニヴェル」とはフランス側に大規模な損害をもたらしたニヴェル攻勢、もしくはこれを指揮したフランス軍の将校ロベール・ニヴェルに由来する。
2017年6月20日のアップデートにて追加された無料マップで、プレミアムパスか、拡張パック「They Shall Not Pass」を所持していることがプレイの条件であったが、2017年11月7日のアップデートにより、全プレイヤーがプレイ可能となった。
Prise de Tahure（タウール奪還）
1917年秋、フランスビュット・ド・タウールの高地を守るフランス軍と街を確保せんと夜襲を行うドイツ軍シュトルムトルッペンが夜明けの市街地で衝突する。「Nivelle Nights」に続く夜間マップであるほか、市街戦を主眼としている。「Amiens」よりも全体的に街路は狭く、ありとあらゆる通路には浅い塹壕が掘られているため、車両が満足に走行できる道はごく限られる。また、マップ中央の広場を最高点として丘上の地形となっており、坂や階段、建物の上階など高低差も特徴的であり、夜の暗さ、死角の多い街区と相まって視界が非常に悪くなっているため、突発的な遭遇戦が起こりやすい。なお、街並みは現在のストックホルム・ガムラスタン地区を参考に作成されている。
2017年7月20日のアップデートで配信された無料マップだが、「Nivelle Nights」同様にプレイ条件が付されている。
In the Name of Tsar
開戦から1917年のロシア革命までに起きた東部戦線におけるブルシーロフ攻勢などのロシア帝国と同盟国による戦闘を描いた追加ダウンロードコンテンツである。
Łupków Pass（ウプクフ峠）
1915年1月のポーランドカルパティア山脈にてウプクフ峠を守備するオーストリア＝ハンガリー帝国軍がこの地を通過しようとするロシア帝国軍の奇襲攻撃を受ける。積雪の見られるこのマップは渓谷状に中央が東西に落ち窪んだ地形をしており、随所に丘や山などの高所が存在する。谷間部分は大きく開けているが、密生する針葉樹林などの障害物により偵察兵などの狙撃手にとって戦いやすいフィールドとなっている。マップの東、ロシア陣営側には古城などの遺跡が点在し、中央には村や列車の高架鉄橋がある。航空機、装甲車両は配置されるものの、戦車や自走砲の類は一切配置されていない。
2017年8月に「In the Name of the Tsar」配信の先駆けとして、本配信より1か月早くプレミアムメンバー加入者限定で先行配信された。
Albion（アルビオン）
1917年10月。ドイツ帝国はロシア帝国の統治下にあったエストニア東部バルト海洋上のサーレマー島及びムフ島への強襲揚陸作戦アルビオンを発動させた。冬の島嶼状マップであり、ロシア軍陣営は陸にあるのに対してドイツ軍陣営は海上の艦船となっているため、ドイツ側チームは揚陸艇や魚雷艇で移動する必要がある。両陣営の間には大きく5つの島があり、その内3つが拠点となっている。各島の沿岸部には強固な沿岸砲台が設置されている。巨大兵器はロシア軍が飛行船であるのに対してドイツ軍はドレッドノートとなっており、今作で唯一勢力によって出現する巨大兵器が異なる。
他のマップとの史実的な繋がりがないため、オペレーションには収録されていない。
マップのモデルはバルト海上に実在するサーレマー島、ムフ島およびケッセ島であるが、島の形や地形はまったく異なっている。
Galicia（ガリツィア）
1916年6月、ガリツィア・ロドメリア王国（現ウクライナ）とロシア国境の田園地帯でブルシーロフ攻勢によって西進してきたロシア軍がこの地を支配するオーストリア＝ハンガリー帝国軍守備部隊に対して掃討戦を繰り広げる。今作中でも類を見ない平野状マップであり、各所に建物や塹壕、小さな盛り土などわずかに遮蔽物が存在するのみで、かなり視界が開けている。オペレーション「ブルシーロフ攻勢」のマップの一つ。
戦闘車両は、プチーロフ＝ガーフォード重装甲車かArtillery Truckのみが使用可能。
Brusilov Keep（ブルシーロフ・キープ）
ブルシーロフ攻勢が終盤に差し掛かる1916年9月、カルパティア山脈の山間の集落でロシア帝国軍に包囲されたオーストリア＝ハンガリー帝国軍は徹底抗戦を開始する。マップは東西に長く、中央を縦断するサマーラ川によって二分されている。西岸には丘や塹壕地帯があり、東岸には高い鐘楼が特徴的な村が存在する。
マップタイトルは「ブルシーロフ攻勢」もしくはこれを指揮した帝政ロシアの騎兵大将アレクセイ・ブルシーロフに由来する。
Volga River（ヴォルガ川）
大戦が終結した1919年冬、旧ロシア帝国派の白軍とボリシェビキ労農赤軍の対立から生じたロシア内戦によってロシア国内各地に戦火が広がっていた。ツァリーツィン市郊外ヴォルガ川河畔で西進してきた赤軍が、市を防御する白軍の機甲部隊と激しく衝突する。今回のDLCによって追加された第一次世界大戦以外の戦いを題材としたマップ。かつて市街地があった場所が動乱によってほとんど焼失しているためマップ全体を見ても大きな遮蔽物がほぼなく、ところどころに燃え残った暖炉や石造りの建物の残骸、破壊されたバリケードが残る。スポーンする車両は史実に基づき、Mark Vランドシップのみが出現する。
オペレーション「赤き津波」の最初のステージであり、赤軍側が勝利すると「Tsaritsyn」に移動する。
Tsaritsyn（ツァリーツィン）
ロシア・ツァーリツィン市（現ヴォルゴグラード）は白軍と赤軍の間で幾度なく占領と奪取を繰り返していた。ヴォルガ川での戦いから敗走した白軍は最後の砦となったツァリーツィンで迫り来る赤軍に対し徹底抗戦する。「Volga River」と同様にロシア内戦が題材となっているマップ。砲撃によって半壊した「光の大聖堂」を中心に荒廃した市街地での市街戦が展開され、大別して北東部の商業区、中央の聖堂及びテプロヴァ広場、南東部のデムチェンコ通りの3つの拠点がある。マップ内にはかなりの積雪が見られ、時折吹雪が発生する。
聖堂のモデルはクロンシュタットの海の聖堂。
Turning Tides
海上での戦いに焦点を当てた拡張コンテンツ。ガリポリの戦いやヘルゴラント海戦、ゼーブルッヘ襲撃といった海から陸への上陸作戦が題材となっている。このコンテンツに含まれるマップのみオスマン帝国の兵士の外見が第5軍ガリポリ守備隊のものになっている。
Cape Helles（ヘレス岬）
1915年4月、オスマン帝国の首都イスタンブールを攻撃すべく、その前段としてガリポリ半島の南端ヘレス岬Vビーチへ連合軍が上陸する。南北に長い海岸を見下ろすようにオスマン帝国の要塞があり、コンクエストアサルトやオペレーションではマップ西の湾内にある艦艇からANZAC軍が上陸する。半島は東へ向かうほど地形が高くなっており、平野に近い緩やかな丘の斜面に塹壕や海岸砲陣地が築かれている。オペレーションではオスマン側が防衛に失敗すると、北のAchi Babaへ撤退する。
Achi Baba（アチババ）
ガリポリの戦いで半島への上陸に成功したイギリス軍はヘレス岬の北にあるアチババ高地を巡り、残存するオスマン軍守備隊と攻防を繰り広げる。乾燥した丘陵地であり、麓周辺にはイギリス軍のキャンプが築かれ、頂上付近はオスマンの塹壕線や石造りの遺跡群がある。Cape Hellesと同様に東側が高くなっているほか、Argonne Forestのように通路が入り組んだ地形となっている。
Heligoland Bight（ヘリゴランド湾）
1914年8月28日、ドイツ近海のヘルゴラント島においてイギリス海軍はドイツ海軍の艦艇を陽動し、これを撃滅する作戦に打って出た。赤い崖が特徴的な主島とその横にある小島・デューネ島から構成されるマップ。海空の戦闘に特化しているため、歩兵の状態では崖の上には登ることができず、島の外周となる海岸や岩礁といったわずかな地帯が歩兵戦の舞台となる。主島の東側は小規模な掩蔽壕や灯台、座礁したUボートなどの拠点が点在する一方で、東側はバンカービーチに要塞砲や塹壕が設置されている。デューネ島と主島の間の浅瀬には大破したドイツの小型巡洋艦SMSマインツが拠点として存在する。コンクエストアサルトにおいては、ドレッドノートが両陣営に同時に出現するため、L級駆逐艦や魚雷艇、コースタル級飛行船と合わせて大規模な海戦が展開される。
第一次ヘルゴラント海戦を題材としたマップであり、史実ではイギリス軍の損害が軽微であったのに対し、ドイツ側は戦術ミスにより数隻の艦艇と多数の海軍将兵を喪失して大敗している。マップタイトルはヘルゴラント（独：Helgoland）の英語での呼称であるヘリゴランド（英：Heligoland)に由来。
Zeebrugge（ゼーブルッヘ）
1918年4月23日のベルギー・ブルージュ=ゼーブルッヘでドイツ軍支配下にあるこの港を使用不可能にすべくイギリス海兵隊による深夜の強襲作戦を実行する。南北に細長い防波堤のマップであり、海上に浮かぶコンクリート製の防波堤と陸地にある沿岸砲陣地が舞台となる。防波堤の西側は沿岸砲台となっており、西側は主に埠頭となっている。北端にはイギリス海兵隊が上陸したアラガント級防護巡洋艦HMSヴィンティクティヴが炎上した状態で停泊している。マップ中央付近には潜水艦ドックや物資集積所などが存在し、南端のリューベック砲台に至る桟橋は史実通り破壊されているため徒歩での通行は不可能。マップは深夜であることに加え、雨が降っているため視界が悪い。
ゼーブルッヘ襲撃を題材としており、史実においてはイギリス海軍による作戦初期段階の陽動は成功したものの、ドイツ軍の激しい反撃によって目標であった港湾の閉塞に失敗し、自軍に大損害を被って撤退した。
Apocalypse
ソンムの戦いやパッシェンデールの戦い、カポレットの戦いなど第一次世界大戦でも著名かつ凄惨な戦いを題材とした拡張パック。
Caporetto（カポレット）
1917年10月、オーストリア=ハンガリー帝国領のカポレット(現スロベニア・コバリード)の高地にて「未回収のイタリア」を巡り、イタリア軍とオーストリア軍とが対峙していた。弧状に形成されたマップでオーストリアハンガリー帝国側陣営は西側の高地に、イタリア側は東側の川のほとりにある。マップ中央付近には屋敷跡があるほか、南側には破壊された鉄道橋とイゾンツォ川が流れる。大きな遮蔽物が少ないため非常に視界が開けているが、至る所に身を隠せる岩や塹壕が設置されている。各拠点には有毒ガス弾を射出できるリーベンス投射器が設置されており、それぞれ特定の拠点に向けて照準が合わせられているため、プレイヤーが任意に発射することが可能。
イタリア戦線のカポレットの戦いを題材としている。史実では、同盟軍による化学兵器の使用や集中的な砲撃でイタリア軍はのちに「カポレットの惨敗」と言わしめるほどの大損害を被って退却した。
Passchendaele（パッシェンデール）
1917年、ベルギー・イーペル近郊の田園地帯パッシェンデールにてドイツ軍の防衛線を突破すべく、連合軍が大雨によってぬかるんだ沼沢地で攻勢を仕掛ける。断続的な砲撃と大雨によって破壊された塹壕地帯とその周囲の農村が舞台。マップの両端にイギリス軍とドイツ軍の塹壕があり、これらに挟まれる形で廃墟と化した集落跡や毒ガスの充満する森などの拠点が存在。マップ全体に有刺鉄線や野火などの障害が点在しているほか、特定地点に設置されているリーベンス投射器が作動することにより、広範囲にガス弾が散布されるなど、致死的オブジェクトの多いことが特徴である。マップ内は常に雨が降っているか、濃霧またはガスにより非常に視界が悪くなっている。
1917年7月31日から11月10日まで続いたパッシェンデールの戦いが題材であり、マスタードガスの初使用や断続的な砲撃、劣悪な環境での塹壕戦とその泥沼化によって英仏軍と独軍双方に甚大な被害が及び、「初期の近代的戦争が見せた極端な残虐性」を象徴する戦いとなった。
River Somme（ソンム川）
1916年7月、フランス北部・ピカルディ地方を流れるソンム河畔の農村地帯で、ドイツ軍の防衛網に一撃を与えるべくイギリス軍が新兵器・戦車を伴って攻撃を開始した。ソンム川とその周囲の小麦畑に築かれた塹壕線などが舞台となる。イギリス川陣地は川を挟んで西側にあり、川から東側はドイツ軍の塹壕が広がる。東端のドイツ軍陣地付近には瓦礫と化した製糖工場跡と鉄道駅がある。史実で初めて戦車が投入されたことに合わせ、Mark Vランドシップのみが使用可能。
London Calling（ロンドン・コーリング）
1917年5月25日、ドイツ帝国陸軍航空隊は大英帝国の首都ロンドンに対する昼間爆撃を実施すべく多数の航空機を伴って来襲した。エアアサルト専用のマップであり、ロンドンの上空にて航空機あるいは飛行船同士の航空戦が展開される。シングルプレイの「高き場所の友」にて使用されたマップで、はるか下にはロンドンの市街地が広がっているが、高度の制限があるため、地上に近づくことは不可能。「Raiders」と「Scourge」の2つの異なるルールがあり、航空機で敵機を撃墜し、撃墜した機体に応じて獲得できるスコアが異なるという基本設定を下敷きに、前者はC級飛行船を含めすべての航空機が使用可能であるほか、ラウンド開始時に巨大兵器エアシップが両陣営に出現する。後者は、実際のロンドン空襲をモチーフに、ドイツ軍側は戦闘機と攻撃機、エアシップ以外は使用できない制限があり、一方イギリス軍はエアシップを除くすべての航空機で出撃することが可能。
Razor's Edge（刃の尾根）
フランスのグライエアルプス山脈上空で英独軍の航空部隊による格闘戦が繰り広げられる。マップ自体はシングルプレイの「高き場所の友」にて使用されたものと全く同じで、急峻な山岳地帯の上空で航空機同士が空中戦闘する。「London Calling」とは異なり、両陣営とも戦闘機のみが使用可能で、飛行船や巨大兵器なども出現しないため、純粋な航空戦闘が展開される。

### 拡張パック
2017年6月現在、拡張パックは有料のものが4種、無料のものが4種リリースされることが発表されている。プレミアム加入者は二週間先行アクセス権が付与される。
Giant's Shadow
2016年12月13日先行配信された本作最初の拡張パックであり、全機種を対象に無料で配信された。大戦末期のフランス・セルの戦いを題材に戦闘が繰り広げられる。新マップ「Giant’s Shadow」のほか、新ガジェット「グレネードクロスボウ」、新カスタムゲームモード「Eye to Eye」、新ゲームオプション「標準仕様ライフル」、さらに前作にあった他プレイヤーの戦闘を観戦できる「観戦モード」が追加された。
They Shall Not Pass
2017年3月14日に「They Shall Not Pass」が先行配信。新勢力としてフランス軍が参戦する内容となっている。4種の新マップの他、11種の新ウェポン、3種の新ビークル、2種の新オペレーション、ゲームモード、エリート兵科がそれぞれ1種ずつ新たに追加された。略称は「TSNP」。
なお、「They Shall Not Pass」とは、第一次世界大戦のヴェルダンの戦いにおいて、フランス軍のロベール・ニヴェルが使用した「Ils ne passeront pas!(奴らを通すな!)」というプロパガンダスローガンに由来する。
2017年6月20日に「Nivelle Nights Update」として大型アップデートが配信され、新マップ「Nivelle Nights」の収録及び恒例のゲームバランスの調整等がなされた。これまでの無償DLCとは異なり、「They Shall Not Pass」に付随するものとして、プレミアムパスまたは「They Shall Not Pass」をダウンロードしていなければプレイすることができない。
同7月には同じく夜間マップである「Prise de Tahure」を含むアップデートが配信された。
In the Name of the Tsar
2017年9月5日先行配信（一般配信は9月21日）の有料拡張パック第2弾。新勢力ロシア帝国にフォーカスした内容となっており、東部戦線におけるドイツ帝国、オーストリア＝ハンガリー帝国との戦いを描く。史上最大規模の拡張パックとされ、6種のマップ、13種のウェポンと4種のビークル、1種のゲームモード、兵科が新たに追加。追加されたマップの内、「Łupków Pass」のみ8月21日にプレミアムメンバー加入者向けに先行配信された。拡張パックのタイトル名は「皇帝(ツァーリ)の名の下に」の意。略称は「TSAR」。
今回の拡張パックは通常4つの新マップ追加という慣例に反して、6つのマップが収録されている。その内2つのマップは第一次世界大戦ではなく、帝政ロシアが白軍と赤軍に分裂して対立したロシア内戦を題材としており、「Tsaritsyn」と「Volga River」が追加された。
Turning Tides
2017年12月から2018年1月にかけて配信予定の拡張コンテンツ第3弾。イギリス軍によるガリポリの戦いやゼーブルッヘ襲撃など「海」を題材とした拡張パックであり、「オーストラリア・ニュージーランド軍団」と「イギリス海兵隊」がプレイヤーに追加される。マップ4種、エリート兵科1種、ウェポン8種、ビークル2種、オペレーション1種が追加された。「Turning Tides」は潮の変わり目を意味する。略称は「TUTI」。
2017年12月11日に新マップ「ACHI BABA」及び「CAPE HELLES」の他新要素が先行配信され、翌1月30日に「北海アップデート」として「HELIGOLAND BIGHT」、「ZEEBRUGGE」が配信された。
Apocalypse
2018年2月21日に先行配信された本作最後の有料拡張パック。新マップ5枚、新モード1種、新ビークル2種、新ウェポン9種、新ガジェット2種が収録。「Apocalypse（黙示録）」の文字通り、ソンムの戦いやパッシェンデールの戦い、カポレットの戦いなど大戦の中でも有名かつ凄惨な戦いを題材としており、「待ち受けるのは第一次世界大戦でもっとも悪名高き戦闘の数々。」とのキャッチコピーが発表されている。毒ガスを広範囲に射出するリーベンス投射器や割れたワインボトル、手製手榴弾などが武器として登場するなど残虐性と戦闘の激しさを特徴的に演出している。なお、オペレーションは収録されておらず、陸戦が可能なマップは「Caporetto」「Passchendaele」「River Somme」のみであり、エアアサルト専用マップとして「London Calling」「Razor's Edge」の2枚が追加された。公式での略称は「APOC」。

## 評価
D.I.C.E アワード2016にてサウンドデザイン部門で受賞した。